# Запашка (Дятловский район)
Запа́шка (бел. Запашка) — деревня в Дятловском сельсовете Дятловского района Гродненской области Республики Беларусь. По переписи населения 2009 года в Запашке проживало 5 человек.

## История
В 1996 году Запашка входила в состав Вензовецкого сельсовета и колхоза «Заря». В деревне насчитывалось 6 хозяйств, проживало 14 человек.
13 июля 2007 года деревня была передана из Вензовецкого в Дятловский сельсовет.